# Stelvia de Jesus Pascoal
Stelvia de Jesus Pascoal, née le 20 octobre 2002 à Luanda, est une joueuse angolaise de handball évoluant au poste d'arrière gauche à l'Atlético Petróleos de Luanda ainsi qu'en équipe d'Angola féminine de handball.

## Carrière
Stelvia de Jesus Pascoal fait partie de la sélection angolaise remportant le Championnat d'Afrique des nations féminin de handball 2021 à Yaoundé et le Championnat d'Afrique des nations féminin de handball 2022 à Dakar.
Elle est sacrée championne de France en 2023 avec le Metz Handball.